# Ingrid Rääf
Ingrid Rääf (ogift Fagerholm), född den 29 oktober 1884 i Järfälla församling, död den 5 mars 1964 i Johannes församling i Stockholm, var en svensk lärarinna och översättare.
Rääf översatte mellan 1934 och 1960 cirka 100 böcker från nederländska, engelska, danska och (i mindre utsträckning) från tyska, norska och franska. Andelen ungdomsböcker är hög i Rääfs verklista, liksom översättningar för kristna förlag.
Ingrid Rääf var dotter till godsägare Per Hjalmar Fagerholm i Sjuenda. Hon var från 1913 gift med jägmästare Helis Rääf (1880–1963). Av parets barn gifte sig dottern Marianne med Ingvar Grauers.

## Översättningar (urval)
- Sugimoto, Etsu Inagaki; Rääf Ingrid (övers.) (1934). Blommor i ny jord – en japansk samuraidotters minnen (A daughter of the Samurai). Stockholm: Wahlström & Widstrand. Libris 1368771
- Vries, Anne de; Rääf Ingrid (övers.) (1937). Bartje (Bartje). Stockholm: Wahlström & Widstrand. Libris 11279260
- Corsari, Willy; Rääf Ingrid (övers.) (1938). Vägen till Skutari – Florence Nightingales ungdom (De weg naar Scutari). Stockholm: Wahlström & Widstrand. Libris 1362730
- Golding, Louis; Rääf Ingrid (övers.) (1940). Mr. Emmanuel (Mr. Emmanuel). Uppsala: Lindblad. Libris 1370519
- Jensen, Thit; Rääf Ingrid (övers.) (1941). Valdemar Atterdag – En kärleksroman från 1300-talet (Valdemar atterdag – en kærlighedsroman). Stockholm: Nord. rotogravyr. Libris 1408922
- Idell, Albert E.; Rääf Ingrid och Lennart Göthberg (övers.) (1944). Den stora sommaren (Centennial summer). Stockholm: Natur och kultur. Libris 1408369
- Meyn, Niels; Rääf Ingrid (övers.) (1944). Guldlandet – en berättelse från forntiden (Guldlandet). Lindblads ungdomsböcker ; 35. Uppsala: Lindblad. Libris 1419873
- Gullvåg, Olav; Rääf Ingrid (övers.) (1944). Halvmåneblåsaren. Stockholm: Nord. rotogravyr. Libris 1462619
- Bønnelycke, Emil; Rääf Ingrid (övers.) (1949). Främlingen från heden – roman (Tateren). Västerås: ICA. Libris 1390226
- Turner, Ethel S.; Rääf Ingrid (övers.) (1949). Sju syskon (Seven Little Australians). Stockholm: Harrier. Libris 1420806
- Lofts, Norah; Rääf Ingrid (övers.) (1950). Plantageägarens hustru – roman (Silver nutmeg). Stockholm: Natur o. kultur. Libris 1401837
- Hartog, Jan de; Rääf Ingrid (övers.) (1952). Stella (Stella). [Stockholm]: Forum. Libris 1452580
- Huizinga, Johan; Rääf Ingrid (övers.) (1953). Erasmus (Erasmus). Stockholm: Natur och Kultur. Libris 1185765
- Alcott, Louisa May; Rääf Ingrid (övers.) (1955). En krona bland flickor (An oldfashioned girl). De klassiska ungdomsböckerna, 99-0131813-0. Uppsala: Lindblad. Libris 1433676
- Twain, Mark; Rääf Ingrid (övers.) (1956). Tom Sawywers äventyr (The adventures of Tom Sawyer). Uppsala: Lindblad. Libris 1773585
- Aken, Piet van; Rääf Ingrid (övers.) (1960). Niggrerna (De nikkers). Stockholm: Tiden. Libris 822599